# پیز بلایسون
پیز بلایسون (به لاتین: Piz Blaisun) یک کوه در سوئیس است که در کانتون گراوبوندن واقع شده‌است. پیز بلایسون ۳٬۲۰۰ متر بالاتر از سطح دریا واقع شده‌است.